# Condofuri
Condofuri (Κοντοχώρι, Kondochòri in greco di Calabria) è un comune italiano di 4 475 abitanti della città metropolitana di Reggio Calabria in Calabria.
Il comune è inserito nell'area linguistico-geografica Grecanica, caratterizzata cioè, dalla presenza di una lingua parlata e scritta strettamente imparentata con il greco antico.

## Geografia fisica
Si trova poco all'interno della costa ionica, meridionale della Calabria, non molto lontano dallo Stretto di Messina a nord-ovest, poco più a ovest della Costa dei Gelsomini e con alle spalle l'Aspromonte.

## Origini del nome
Il nome del paese deriva dal greco "Konta-Korion", "Conda-Chorion" o forse "Conda-Chori", dove "Chorio" significa "Paese", probabilmente in riferimento alla vicinanza con Gallicianò o Amendolea, oggi frazioni, di cui un tempo rappresentava invece una parte della baronia. In greco bizantino il nome del paese era Κοντοχώριον. Dato il toponimo in greco antico greco/calabro "Kontofyria", molti storici sono del parere che il nome possa significare "covo di ladri", anche se non certe sono le ipotesi a tal riguardo.

## Storia
Come testimonia l'agorà del paese, su cui sorge la chiesa, dove confluiscono tutte le stradine del piccolo centro abitato, Condofuri è di origini magnogreche, come d'altronde molti altri paesi della stessa area.
L'ordinamento amministrativo francese del 1807 considerava Condofuri "Luogo", cioè "Università", del governo della vicina Bova. Un successivo decreto, risalente al 1811, istituiva i Circondari e i Comuni e Condofuri fu posta a capo delle frazioni di Gallicianò ed Amendolea. Un'altra legge borbonica, questa volta del primo maggio 1816, consolidò il ruolo di Comune di Condofuri che, allo stesso tempo, passò dalla provincia di Catanzaro a quella di Reggio Calabria. Gallicianò ed Amendolea erano considerate sottocomuni, San Carlo un villaggio. Nel 1943 la stazione di Condofuri fu teatro di un bombardamento alleato nel quale persero la vita soldati e civili.

### Simboli
Lo stemma e il gonfalone del comune di Condofuri sono stati concessi con decreto del presidente della Repubblica del 29 gennaio 2003.
Il gonfalone è un drappo di verde.

## Monumenti e luoghi d'interesse

### Architetture religiose
- Chiesa di Maria SS. Annunziata (San Carlo)
- Chiesa di Santa Maria Regina della pace (Condofuri Marina)
- Chiesa di San Domenico (Condofuri)
- Chiesa di San Giovanni Battista (Gallicianò)
- Chiesa SS. Annunziata (Amendolea)
- Chiesa ortodossa di Panaghìa tis Elladas (Madonna dei Greci) (Gallicianò)

### Architetture civili
- Stazione di Condofuri
- Auditorium comunale "Angelina Romano"

## Società

### Evoluzione demografica
Abitanti censiti

### Etnie e minoranze straniere
Secondo i dati ISTAT al 1º gennaio 2024 la popolazione straniera residente era di 358 persone. Le nazionalità maggiormente rappresentate in base alla loro percentuale sul totale della popolazione residente erano:
- India 168 pari a 46,93%
- Romania 79 pari a 22,07%
- Nigeria 29 pari a 8,10%

## Cultura

### Istruzione
Il comune ospita un istituto comprensivo e un istituto alberghiero.

### Eventi
Il comune, come anche i comuni limitrofi, durante il mese di agosto ospitava il festival Paleariza. Inoltre, sempre nel mese di agosto, si svolgono la feste patronali di
- Maria Regina della Pace (Condofuri Marina)
- San Domenico (Condofuri Centro)
- San Giovanni Battista (Gallicianò)
- Sant’Antonio di Padova (San Carlo (Condofuri))

## Geografia antropica

### Frazioni
Il comune condofurese raduna numerosi centri, ciascuno in diversa misura legato alla cultura grecanica.
Le frazioni  principali sono: 
- Amendolea (Dialetto Greco-Calabro: Ameddalià, Amegdalià)
- Gallicianò (Dialetto Greco-Calabro: Gallikianò)
- Condofuri Marina (Limmara)
- San Carlo

### Località
Le località sono:
- Acani
- Aranghìa
- Armaconi
- Bandiera
- Barone
- Brigha
- Carcara
- Casaria
- Ceracadi
- Furrito
- Grotte
- Jongàri
- Lapsè
- Lugarà
- Lutrò
- Malopertuso
- Mangani
- Manguso
- Marasà
- Mazzabarone
- Misacrifa
- Muccari
- Nivilli
- Passomasseria
- Pellegrina
- Pietra
- Pistarìa
- Plembaci
- Rodì
- Rossetta
- San Carlo vecchio
- San Simìo
- Santa Lucia
- Saracina
- Scafi
- Schiavo
- Tefani
- Tre Arie
- Vadicamo
- Vasanari

## Infrastrutture e trasporti
Il comune è interessato dalle seguenti direttrici stradali:
- Jonica

## Amministrazione
| Periodo          | Periodo           | Primo cittadino                                   | Partito                         | Carica                    | Note                 |
| ---------------- | ----------------- | ------------------------------------------------- | ------------------------------- | ------------------------- | -------------------- |
| 16 febbraio 1989 | 13 luglio 1991    | Giovanni Saverio Nucera                           | Partito Socialista Italiano     | Sindaco                   | [ 8 ]                |
| 15 luglio 1991   | 23 giugno 1993    | Giovanni Saverio Nucera                           | Partito Socialista Italiano     | Sindaco                   | [ 8 ] [ 9 ]          |
| 23 giugno 1993   | 1º dicembre 1993  | Leonardo Richichi                                 |                                 | Commissario straordinario | [ 10 ]               |
| 1º dicembre 1993 | 31 maggio 1995    | Girolamo Mangiola                                 | Democrazia Cristiana            | Sindaco                   | [ 11 ] [ 12 ]        |
| 31 maggio 1995   | 5 luglio 1995     | Demetrio Martino                                  |                                 | Commissario prefettizio   | [ 13 ]               |
| 5 luglio 1995    | 20 novembre 1995  | Demetrio Martino                                  |                                 | Commissario straordinario | [ 14 ]               |
| 20 novembre 1995 | 17 settembre 1998 | Pasquale Fascì                                    | Alleanza Nazionale              | Sindaco                   | [ 15 ] [ 16 ]        |
| 19 ottobre 1998  | 14 giugno 1999    | Felice Iracà                                      |                                 | Commissario straordinario | [ 17 ]               |
| 14 giugno 1999   | 14 giugno 2004    | Giovanni Saverio Nucera                           | Lista civica di centro-sinistra | Sindaco                   | [ 18 ]               |
| 14 giugno 2004   | 8 giugno 2009     | Filippo Lavalle                                   | Lista civica                    | Sindaco                   | [ 19 ]               |
| 8 giugno 2009    | 12 ottobre 2010   | Antonino Caccamo                                  | Lista civica                    | Sindaco                   | [ 21 ] [ 22 ]        |
| 12 ottobre 2010  | 30 ottobre 2012   | Giuseppe Castaldo Antonia Surace Laura Tortorella |                                 | Commissari straordinari   | [ 23 ] [ 24 ] [ 25 ] |
| 30 ottobre 2012  | 11 giugno 2018    | Salvatore Mafrici                                 | Lista civica                    | Sindaco                   | [ 27 ]               |
| 11 giugno 2018   | 16 maggio 2023    | Tommaso Iaria                                     | Lista civica                    | Sindaco                   | [ 29 ]               |
| 16 maggio 2023   | 15 agosto 2025    | Filippo Paino                                     | Lista civica                    | Sindaco                   | [ 31 ] [ 32 ]        |
| 16 agosto 2025   | in carica         | Antonia Maria Grazia Surace                       |                                 | Commissario prefettizio   |                      |

### Gemellaggi
- Alimo, dal 1992
- Thermi, dal 2004

## Sport
Il comune era la sede della società di calcio A.C.D. Condofuri 2009, che ha disputato campionati dilettantistici regionali. Allo stato attuale, nel comune di Condofuri, non si ha nessuna società di calcio